# Alice Denvil-Lupin
Alice Denvil-Lupin, née le 12 septembre 1881 à Levallois-Perret et morte le 23 août 1960 à Paris, est une peintre française.

## Biographie
Alice Denvil est la fille d'Édouard Denvil (1837-1896), employé au Crédit foncier de France, et de Marie Blanche Fieffé de Lièvreville (1851-1934).
Élève de l'Académie des arts de la Fleur fondée par Achille Cesbron, elle étudie auprès d'Édouard Cuyer. Elle expose à partir de 1910 et devient membre de la Société des artistes français.
Sa sœur Angèle Blanche (1877-1932) est également artiste peintre.
En 1918 à Levallois-Perret, elle épouse le peintre Charles Joseph Lupin.
Elle obtient en 1928 une mention honorable et le prix Marie-Bashkirtseff, et en 1931 une médaille d'argent accompagnée d'un second prix Marie-Bashkirtseff (son époux avait obtenu ce prix en 1921).
Le couple Denvil-Lupin divorce en 1951.
Elle est morte à l'Hôpital Saint-Louis à l'âge de 78 ans.